# P大道車站
P大道車站（英語：Avenue P station）是紐約地鐵IND卡爾弗線的一個慢車地鐵站，設有F線（任何時候停站）列車服務。

## 車站結構
| 月台層 | 側式月台 | 側式月台                              |
| 月台層 | 北行慢車 | ← 往牙買加-179街 (N大道)              |
| 月台層 | 尖峰快車 | → 無定期服務                          |
| 月台層 | 南行慢車 | → 往康尼島-斯提威爾大道 (金斯公路) →  |
| 月台層 | 側式月台 |                                       |
| 夾層   | 夾層     | 閘機、車站詢問處、MetroCard自動售票機 |
| Ground | 街道層   | 出入口                                |

此高架車站在1919年3月16日啟用，設有兩個側式月台和三條軌道，中央軌道正常情況下不使用。
2016年6月7日至2017年5月1日，此站南行月台關閉以便進行翻新。而曼哈頓方向月台則自2017年5月22日關閉至2018年初。

## 外部連結
- nycsubway.org—BMT Culver Line: Avenue P
- Station Reporter — F Train
- The Subway Nut — Avenue P Pictures（页面存档备份，存于）
- Avenue P entrance from Google Maps Street View（页面存档备份，存于）
- Platforms from Google Maps Street View